# Austrapoda dentatus
Austrapoda dentatus  (лат.) (слизневидка зубчатая) — вид бабочек рода Austrapoda из семейства слизневидок (Limacodidae). Дальний Восток России (юг Амурской области, Еврейская АО, юг Хабаровского края), Корея, Япония.

## Описание
Мелкие бабочки с широкими крыльями и коренастым телом. Размах крыльев 22 — 25 мм. Гусеницы зелёные, 15 мм. Глазки и хоботок бабочек редуцированы. Лабиальные щупики хорошо развиты, 3-члениковые. Грудные ноги сильно уменьшены, брюшные полностью редуцированы. Хвойно-широколиственные леса. Кормовые объекты гусениц: древесные розоцветные и дуб. Вид был впервые описан в 1879 году французским лепидоптерологом Шарлем Обертюром (Charles Oberthür; 1845—1924) под первоначальным названием Limacodes dentata Oberthür, 1879.